# Andrea Foster
Andrea Foster (* 12. März 1997) ist eine guyanische Mittelstreckenläuferin, die sich auf den 800-Meter-Lauf spezialisiert hat.

## Sportliche Laufbahn
Erste internationale Erfahrungen sammelte Andrea Foster bei den CARIFTA-Games 2012 in Hamilton, bei denen sie in 4:57,28 min die Bronzemedaille im 1500-Meter-Lauf gewann und über 3000 Meter in 10:48,01 min den vierten Platz belegte. 2015 belegte sie bei den Panamerikanischen-Juniorenmeisterschaften in Edmonton in 4:58,19 min den neunten Platz über 1500 Meter und vertrat anschließend ihr Land über 800 Meter bei den Weltmeisterschaften in Peking, schied dort aber mit 2:17,39 min in der ersten Runde aus. Im Jahr darauf gewann sie bei den CARIFTA-Games in St. George’s in 2:12,53 min die Bronzemedaille über 800 Meter sowie in 4:45,53 min auch im 1500-Meter-Lauf. Anschließend studierte sie an der Clemson University in den Vereinigten Staaten und 2021 gewann sie bei den Südamerikameisterschaften in Guayaquil in 2:05,93 min die Bronzemedaille hinter der Uruguayerin Déborah Rodríguez und Flávia de Lima aus Brasilien. 2023 schied sie bei den Zentralamerika- und Karibikspielen in San Salvador mit 59,37 s in der Vorrunde im 400-Meter-Hürdenlauf aus.

## Persönliche Bestleistungen
- 800 Meter: 2:03,39 min, 24. April 2021 in Orlando
  - 600 Meter (Halle): 1:32,15 min, 9. Januar 2021 in Clemson (nationale Bestleistung)
  - 800 Meter (Halle): 2:03,54 min, 27. Februar 2021 in Clemson
  - 1000 Meter (Halle): 2:50,52 min, 11. Januar 2020 in Clemson (guyanischer Rekord)
- 1500 Meter: 4:39,63 min, 5. Mai 2018 in New York City
- 400 m Hürden: 58,29 s, 23. April 2022 in Columbia (guyanischer Rekord)